# 和田麻菜
和田 麻菜（わだ まな、1992年7月13日 - ）は、東京都出身の元女優。bambooに所属していた。

## 人物
身長160cm。血液型O型。
趣味はダンス、食べること、散歩、美容の手入れ、ショッピング。特技はチアリーディング、Y字バランス、掃除。

## 出演作品

### テレビドラマ
- 土曜ワイド劇場 / アナザーフェイス 刑事総務課・大友鉄 第1作（2012年、テレビ朝日）
- 見参楽 / シークレットガールズ（2012年、フジテレビ）
- 金曜8時のドラマ（テレビ東京）
  - 三匹のおっさん〜正義の味方、見参!!〜 第1話（2014年）
  - ドクター調査班〜医療事故の闇を暴け〜 第2話（2016年） - 看護師
- 魔法★男子チェリーズ（2014年、テレビ東京） - 沢田恵子
- 金曜プレステージ / 外科医 鳩村周五郎 第13作（2014年、フジテレビ） - 「Office minori」スタッフ
- あすなろ三三七拍子（2014年、フジテレビ） - 翌檜大学応援団チアリーダー部員
- デート〜恋とはどんなものかしら〜 第1話（2015年、フジテレビ）
- 月曜ミステリー劇場 / 警部補・杉山真太郎〜吉祥寺署事件ファイル 第9話（2015年、TBS） - 河野優子
- 水曜ドラマ / Dr.倫太郎 第1話（2015年、日本テレビ）
- 心がポキッとね 第4話（2015年、フジテレビ） - カメラアシスタント
- 仮面ライダードライブ 第41話（2015年、テレビ朝日） - 小笠原夏海[2]
- プレミアムよるドラマ / オンナミチ 第4話（2015年、NHK BSプレミアム）
- 馬子先輩の言う通り（2015年、フジテレビ） - 目白
- 相棒14 第2話（2015年、テレビ朝日） - 奈々美
- 私たちがプロポーズされないのには、101の理由があってだな シーズン2 第31話（2015年、LaLa TV） - カップル
- キャリア〜掟破りの警察署長〜 第5話（2016年、フジテレビ） - 読者モデル
- 日曜ドラマ / レンタル救世主 第7話（2016年、日本テレビ） - 野村芙美子
- 水曜エンタ・水曜ミステリー9 / トカゲの女 警視庁特殊犯罪バイク班 第3作（2017年、テレビ東京） - 女子高生
- 火曜ドラマ（TBS）
  - あなたのことはそれほど 第1話（2017年） - 友人
  - きみが心に棲みついた 第2話（2018年）
- 僕たちがやりました 第5話（2017年、フジテレビ）
- 刑事7人 SEASON3 第6、9話（2017年、テレビ朝日） - 菅谷美也子

### テレビ番組
- ごごたま（2012年、テレビ埼玉）

### 映画
- あかぎれ（2015年） - アズサ
- ガールズ・ステップ（2015年、東映）
- ドクムシ（2016年）

### 舞台
- 少年ギ曲団第9回公演「いけいけ! ハバネロ団!! どどんと飛び出せハバネロ団編」（2012年） - マナ
- 東京ダンス&アクターズ専門学校
  - 6期生進級公演「プールサイドストーリー」（2012年） - 岬
  - 卒業公演「空の耳〜Big meを探せ（2013年） - 加藤美奈子
- 眠れぬ町の王子様～dreams like bubbles of champagne～（2013年） - 椿琴音
- 劇団ロオル
  - 第三回本公演「フォーク」（2014年） - 白波
  - 第4回本公演「ROCK」（2015年） - 珊瑚
- The Last Rose Of Summer（2015年） - 主演：成田麗花
- TAIYO MAGIC FILM第9回公演「ぼくのタネ」（2015年） - 鵜澤萌
- 劇団BRATS 第8回公演「椿説 おくのほそ道」（2015年） - 貞
- 劇団江戸間十畳春本公演
  - 「セントラル・パーク・ウエスト」（2016年） - ジュリエット
  - VOL.8 「煙が目にしみる」（2016年） - 野々村早紀
  - VOL.9 「エキスポ」（2017年） - 大場珠子
- きみとぼくのいのち（2016年） - 相澤陽菜
- 劇団ホチキス
  - 「HUNGRY～伝説との距離～」（2016年） - 綾部美津子
  - 第36回公演・旗揚げ20周年記念公演 第二弾「あちゃらか」（2017年） - 格田塁
- 部屋と僕と弟のはなし 2017（2017年） - 麗花

### MV
- マキシマム ザ ホルモン 「え・い・り・あ・ん」（2013年）
- ココニカカル 「生きてる」（2014年）

### ラジオ
- USTREAM配信番組「大解剖! 〜私達の考える渋谷Best3〜」（2012年、TOKYO FM） - パーソナリティ

### スチール
- SSK ジェーンスタイル（2013年4月） - スポーツブラモデル
- ベネッセコーポレーション 「進研ゼミ高校講座 情報誌」（2017年3月）